# Битва при Б'єльбу
Битва при Б'єльбу — битва, що сталася 1169 (за деякими джерелами в 1170 або 1173) року в місцевості, званої Блодсокрарна, на південь від Б'єльбу, в Естерйотланді.
Битві передувало вбивство короля Карла Сверкерссона, старшого сина Сверкера I, навесні 1167 року. Він був убитий у замку Нес на острові Вісінгсьо сином Еріка Святого Кнутом, який пізніше зайняв престол. У вбитого були два брати (за іншими джерелами — племінник і дядько), Коль і Буріслев, які претендували на шведський престол, так само як і вбивця короля Кнут Ерікссон.
Битва була вирішальною битвою між правителем Вестерйотланда Кнутом Ерікссоном з династії Еріків і братами Колем і Буріслевом з династії Сверкерів, які спільно правили в Естерйотланді. Згідно з джерелом-копією 1300-х років, Коль загинув у битві. Йоганнес Месеніюс стверджує те саме про Буріслева. Однак історичні джерела Швеції 1100-х років вважаються дещо невизначеними з великими прогалинами та суперечливою інформацією. Один із нібито вбитих претендентів на трон вижив як єпископ Коль, який помер у Єрусалимі у 1196 році.